# Maschina Wremeni
Maschina Wremeni (russisch Машина времени, deutsch Zeitmaschine) ist eine russische Rockgruppe, die Ende der 1960er Jahre in der Sowjetunion gegründet wurde. Sie gilt neben Aquarium als einer der Pioniere der russischen Rockmusik, war in den 1970er und 1980er Jahren eine der einflussreichsten Bands in der Sowjetunion und hatte dort einen ähnlichen Stellenwert wie The Beatles und The Rolling Stones. Sie erlangte einen Kultstatus, der bis heute anhält.
Obwohl sie ursprünglich durch The Beatles inspiriert wurde, hat Maschina Wremeni über die Jahre einen eigenen Klang entwickelt, wobei sie oft ihren Stil veränderte. Die Band entwarf Lieder in nahezu allen Genres, die entfernt mit Rock ’n’ Roll und Blues verbunden sind. Dabei werden in ihrer Musik traditionelle Rock-Instrumente oftmals durch Orchesterinstrumente oder volkstypische Instrumente begleitet oder ersetzt.
Die bekanntesten Mitglieder von Maschina Wremeni sind Andrei Makarewitsch und Alexander Kutikow. In der Zeit des Bestehens der Band kamen und gingen viele weitere Musiker.
Ihre Lieder finden sich in sowjetischen Filmhits der 1970er und 80er sowie in Theaterstücken.

## Geschichte

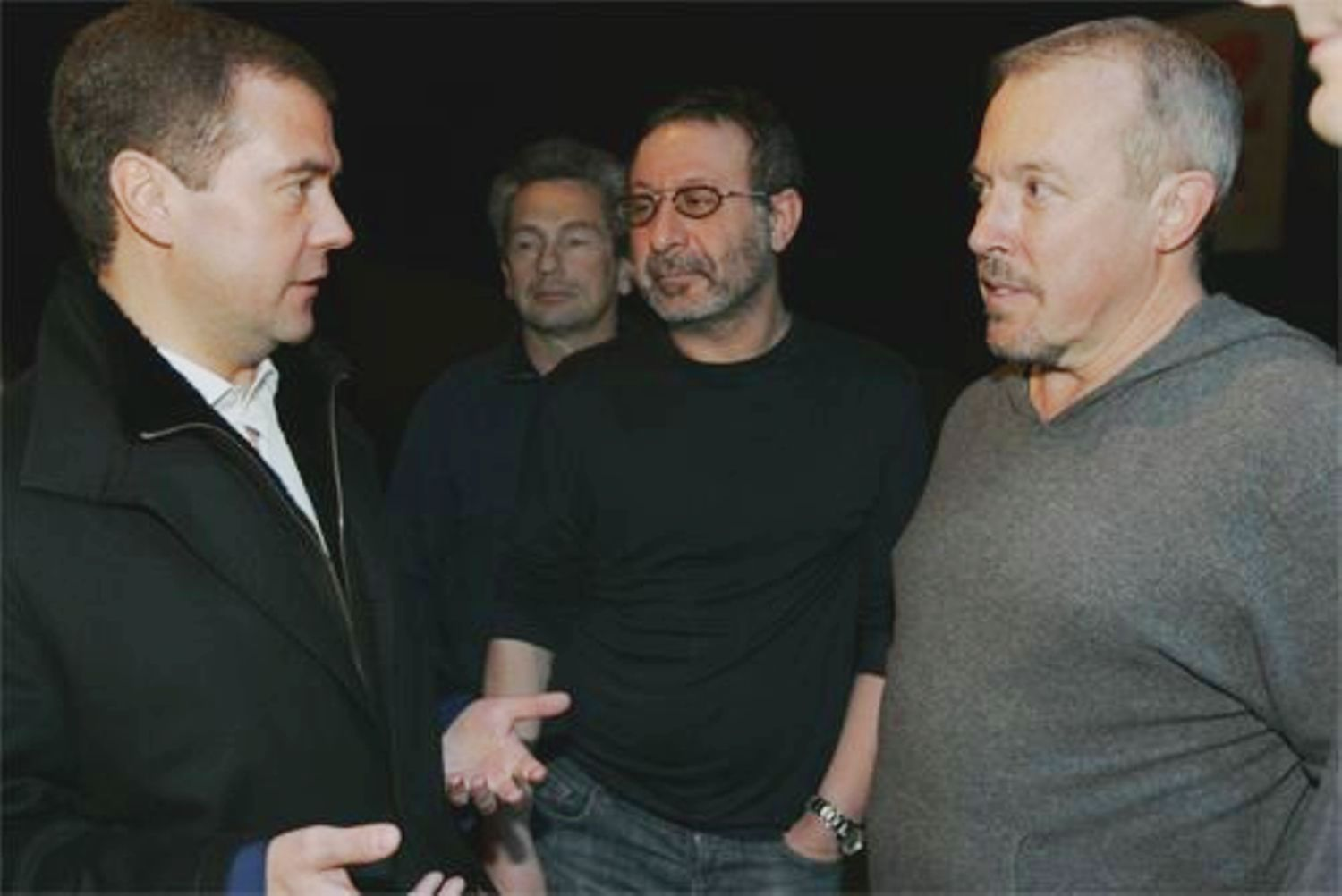
Dmitri Medwedew mit Mitgliedern der Gruppe Maschina Wremeni im Jahr 2008

Maschina Wremeni entstand aus einer Schulband namens The Kids, die 1968 von Andrei Makarewitsch (Андрей Макаревич), Michael Jaschin (Михаил Яшин), Larissa Kaschperko (Лариса Кашперко) und Nina Baranowa (Нина Баранова) gegründet worden war. Die Band spielte bei Schulaufführungen und Bällen Folklieder in englischer Sprache. 1969 entschloss sich Makarewitsch, Rockmusik ähnlich wie The Beatles und The Rolling Stones zu machen und reformierte daher die Band. Gemeinsam mit Sergei Kawagoe und Alexei Romanow spielte er unter dem Namen Maschiny Wremeni (dt. Zeitmaschinen – Plural als Imitation von The Beatles, The Rolling Stones, …) Coverversionen englischsprachiger Lieder von bekannten Künstlern wie Bob Dylan und The Mamas and the Papas. Erst 1971 wandelte sich der Stil der Band mit dem Eintritt von Alexander Kutikow in Richtung Rock ’n’ Roll. Kutikow verließ die Band 1973 nach einigen Spannungen mit Kawagoje, kam jedoch 1974 wieder zurück. Bereits ein Jahr später verließ er die Band erneut, dieses Mal ging auch Alexei Romanow, der die Band Woskresenije (dt. Die Auferstehung) gründete. Als Ersatz schloss sich Jewgeni Margulis der Band an.
Die Band wurde bekannter, es folgten immer mehr Auftritte, vor allem in Leningrad und Umgebung. 1978 fanden gemeinsam mit den Produzenten Andrei Tropillo und Artjom Troitsky erste Aufnahmen für ein Album statt. 1979 hatte die Band eine Krise, als zwei der Mitglieder – Kawagoe und Margulis – zu Woskressenije wechselten. Die Lage entspannte sich bald darauf aber wieder, als Kutikow wieder zur Band stieß und Waleri Jefremow und Pjotr Podgorodezki mitbrachte.
1980 förderte die sowjetische Regierung im Rahmen der Olympischen Sommerspiele in Moskau kulturelle Projekte, was in einem erfolgreichen Jahr für die Band resultierte. Maschina Wremeni nahm an dem Festival Spring Rhythms. Tbilisi-80 in Tiflis teil, das das erste offizielle Rock-Festival der Sowjetunion war. Das Lied Poworot (dt. Die Kurve) führt 18 Monate lang die Charts an. Für das 1981 veröffentlichte Musical-Drama Duscha (dt. Seele), das in der Sowjetunion großen Erfolg hatte, lieferte die Band nicht nur den Soundtrack, sondern spielte auch selbst mit.
Die Zeit der erhofften Wende dauerte nur kurz, ab 1982 setzten wieder Repressionen ein und die Band zog sich aus der Öffentlichkeit zurück, um wie zuvor auf Underground-Konzerten zu spielen. Erst mit Beginn der Perestroika besserte sich die Situation und 1987 veröffentlichte Maschina Wremeni das Album Reki i Mosty, ihre erste offizielle Veröffentlichung, da alle Alben zuvor nur durch Underground-Label produziert und im Bekanntenkreis verteilt worden waren. Im gleichen Jahr erfolgte der erste Fernsehauftritt und 1988 erhielt die Band die Erlaubnis zu einer ersten internationalen Tour durch Griechenland, Spanien, Bulgarien, Kanada und sogar die Vereinigten Staaten.
Während der 1990er Jahre veröffentlichte die Band in unregelmäßigen Abständen neue Alben und veranstaltete häufig Konzerte vor großer Menge in Stadien. Ihr 25-Jahre-Jubiläum wurde in einem siebenstündigen Konzert am Roten Platz gefeiert. Bassist Alexander Kutikow gründete schließlich das Label Sintez Records und veröffentlichte dort unter anderem alle alten Aufnahmen der Band. 2004 feierte die Band ihr 35-Jahre-Jubiläum wieder mit einem Konzert am Roten Platz.
Da die Musiker nach dem Ausbruch des Krieges in der Ukraine spielten, wurden sie zusammen mit anderen Prominenten mit angeblichen „Sympathien für die Ukraine“ von der russischen Propaganda attackiert. Die Russische Propaganda behauptete 2014, dass Makarewitsch ein Konzert im Donbass für ukrainische Truppen gegeben hätte, als er ein Konzert für Flüchtlinge aus dem Kriegsgebiet gab. Seit jener Zeit konnte Makarewitsch bis mindestens März 2016 in Russland nicht auftreten, da es bei geplanten Konzerten jeweils „Warnungen“ gab.
Auf die Frage, warum er nicht einfach apolitisch geblieben sei, antwortete Makarewitsch, dass er schon immer den Luxus gekannt habe, eine Nachricht zu transportieren und sich, falls er schwiege, vorstellt sich wie Dreck zu fühlen. Zur Ukraine sagte er: "Ich glaube, dass der Krieg eine der bewährten Möglichkeiten ist, um an der Macht zu bleiben. Leider. Einen anderen Grund sehe ich nicht. Im Februar 2022 verurteilte Makarewitsch den russischen Überfall auf die Ukraine: "Stoppt diesen Wahnsinn sofort".

## Diskografie
- 1978: Это было так давно (Eto bylo tak dawno, dt."Das ist so lange her")
- 1979: Маленький принц (Malenki prinz, dt. „Der kleine Prinz“, Konzeptalbum)
- 1985: Лучшие песни Машины Времени 1979–1985 (Lutschye Pesni 1979–1985, dt. „Die Besten Lieder 1979–1985“)
- 1986: В добрый час (W dobry tschas, dt."Viel Glück!")
- 1987: Реки и мосты (Reki i mosty, dt. „Flüsse und Brücken“)
- 1987: Десять лет спустя
- 1989: В круге света (W kruge sweta)
- 1991: Медленная хорошая музыка (Medlennaja choroschaja musyka, dt. „Langsame gute Musik“)
- 1993: Внештатный командиръ земли (Wneschtatny komandir Semli)
- 1994: Кого ты хотел удивить? (Kogo ty chotel udiwit, dt. „Wen wolltest du überraschen?“)
- 1994: Unplugged (akustisches Live-Album)
- 1996: Megamix (Remixalbum)
- 1996: Картонные крылья любви (Kartonnye krylja ljubwi, dt. „Papierflügel der Liebe“)
- 1996: Неизданное (Neisdannoje, dt. „Unveröffentlicht“; Raritäten aus den 1980ern)
- 1997: Отрываясь (Otrywajas)
- 1999: ХХХ лет МВ (Mitschnitt des 30-Jahre-Jubiläumskonzert, Live-Album)
- 1999: Часы и Знаки (Tschasy i snaki, dt. „Stunden und Zeichen“)
- 2000: 50 на двоих (50 na dwoich, dt. „50 für zwei“, Gemeinsames Konzert von Maschina Wremeni und Woskressenije)
- 2001: Место, где свет (Mesto gde swet)
- 2004: Машинально (Maschinalno, dt. „Mechanisch“)
- 2005: Kremlin Rocks! (Konzert von Maschina Wremeni mit dem Kammerorchester Kremlin)
- 2007: Time Machine
- 2009: Машины не парковать (Maschiny ne parkowat, dt. „Autos nicht parken“)
- 2016: Вы (Wy, dt. „Ihr“)